# Anna Grönfeldt
Anna Elisabet Grönfeldt, född 10 juni 1879 i Karlskoga, död 5 april 1973 i Stockholm, var en svensk lärare, liberal politiker, folkbildare och kvinnosakskvinna. Sitt yrkesverksamma liv tillbringade hon i Umeå, där hon 1910 blev första kvinna att väljas in i stadsfullmäktige i allmänna val – och redan 1914 förespråkade byggandet av en flygplats i Umeå.

## Lärare och folkbildare
Anna Grönfeldt föddes i Karlskoga, där hennes far Felix Ferdinand Grönfeldt var veterinär. Hennes bror, apotekaren Gustaf Felix Grönfeldt, grundade 1911 läkemedelsföretaget Pharmacia. 
Grönfeldt utbildade sig inom naturvetenskap, humaniora och juridik. Hon tog studenten i Uppsala 1898 och tog 1902 en fil. kand i naturvetenskap vid Uppsala universitet innan hon utbildade sig till läroverkslärare vid Norra Real i Stockholm. Trots fullgången utbildning var hon som kvinna ändå utestängd från pojkläroverken, och undervisade åren 1904–1907 vid flickgymnasiet Åhlinska skolan i Stockholm innan hon 1907 – på uppmaning av gymnasiets studierektor Lydia Wahlström – sökte och fick tjänsten som adjunkt vid Folkskoleseminariet i Umeå, för att undervisa i naturkunnighet. 
Vid sidan av kollegan och kvinnosakskvinnan Ester Middelsten var Grönfeldt under flera år den enda akademiskt utbildade kvinnan i Umeå. Grönfeldt fick dessutom, som en av de första kvinnorna i landet, under två terminer 1917 och 1918, då hon var tjänstledig från sina uppdrag i Umeå, möjlighet att studera fysik vid Stockholms högskola – dit kvinnor annars fick tillträde först 1921 – och befordrades därefter till lektor.
Grönfeldt gifte sig aldrig utan delade från mitten av 1910-talet hem med telegrafisten Lotten Waldenström, fram till dennas död 1944 – samma år som Grönfeldt avslutade sitt arbete vid seminariet och gick i pension. Grönfeldt stannade i Umeå till 1955, då hon flyttade till Stockholm.

## Kamp för kvinnors rättigheter
1908 varnade högerpressen i Umeå för den "förskräckligt radikala rösträttskvinna" som året innan publicerat artikeln Kvinnorna och rösträttsreformen i Idun. Grönfeldt hade kort efter flytten till Umeå anslutit sig till Föreningen för kvinnans politiska rösträtt i Umeå, lokalavdelningen av den borgerliga Landsföreningen för kvinnans politiska rösträtt, och valde 1908 till suppleant i landsföreningens styrelse. Efter införandet av rösträtten 1921, blev hon medlem i Svenska kommittén för internationellt rösträttsarbete. 
Sitt första politiska mandat fick Anna Grönfeldt redan 1910 då hon valdes i Umeå stadsfullmäktige på de frisinnades lista – det liberala parti som 1902 bildats av bland andra Gustav Rosén. Som absolutist bröt hon dock med partiet vid splittringen 1923, och startade tillsammans med Elsa Schotte den oberoende Föreningen frisinnade kvinnor i Umeå. Grönstedt gick senare med i Folkpartiet, sedan detta bildats 1934 efter sammanslagning av Sveriges liberala parti och Frisinnade landsföreningen.
Hon var verksamhet i många styrelser och nämnder fram till 1940-talet, och särskilt aktiv i frågor om jämställdhet, inte minst gäller lön.

## Framsynta förslag
Vid ett föredrag för LKPR-föreningen i Umeå 1914 om den Baltiska utställningen i Malmö lade Grönfeldt fram idén om ett kvinnornas hus, en idé som senare presenterades i Idun som: "en på statistiskt, litterärt och åskådligt material byggd framställning af kvinnans ställning i Sverige, sådan den historiskt utvecklat sig i socialt, ekonomiskt m. fl. avseenden, samt af kvinnornas nuvarande önskemål." Vilket kunde varit en programförklaring för det Kvinnohistoriska museum som invigdes i Umeå 2014.
I samband med Malmö-utställningen spreds även upprop om landningsplatser för flygmaskiner, något Grönfeldt 1915 förordade i ett brev till stadsfullmäktige: "Vad som i våras tedde sig önskvärt ur sportsynpunkt, det kan förr eller senare bli behövligt ur försvarssynpunkt. [...] För oss i vårt utsatta läge skulle det kunna vara av stor betydelse." Hon var tidigt ute Först 1962 invigdes Umeå flygplats, med den då 83-åriga Anna Grönfeldt som hedersgäst.
Som politiker i stadsfullmäktige drev hon bland annat frågan om utbyggnad av folkskollärarseminariet, vilket infriades 1927, och frågan om tandvård för barn – något som blev verklighet 1929 när skoltandvård infördes i Umeå.
Anna Grönfeldt är begravd på Gamla kyrkogården i Karlskoga.

## Egna artiklar (i urval)
- Grönfeldt, Anna (1925). ”Västerbottens föreläsningsförbund.”. Tidskrift för föreläsningsverksamheten (Stockholm : utg. av Folkbildningsförbundet, 1925-1959) 1925 (1:5),:  sid. 88-91. Libris 2839351
- Grönfeldt, Anna (1932). ”Husmoderskurser: en ny kurstyp, anordnad av Västerbottens läns folkbildningskursförening”. Tidskrift för föreläsningsverksamheten (Stockholm : utg. av Folkbildningsförbundet, 1925-1959) 1932 (8:3),:  sid. 70-71. Libris 2839353
- Grönfeldt, Anna (1937). ”Kursverksamheten i Västerbotten.”. Tidskrift för föreläsningsverksamheten (Stockholm : utg. av Folkbildningsförbundet, 1925-1959) 1937 (13:2),:  sid. 49-50 ; 1937 (13:4), s. 96-97. Libris 2839354
- Grönfeldt, Anna (1954). ”Min första tid i Umeå”. Årsringen: medlemsblad för Seminarieringen, förening för nuvarande och förutvarande lärare och elever vid Folkskoleseminariet i Umeå. Umeå: Seminarieringen. Libris 1229549

## Mer läsning
- Granfelt, Helge (1939). ”Anna Grönfeldt 60 år”. Tidskrift för föreläsningsverksamheten : organ för Föreläsningsförbundens riksorganisation 1939(15):3,:  sid. 80-81. Libris 11328296